# Centorisoma koreanum
Centorisoma koreanum är en tvåvingeart som beskrevs av Nartshuk 2005. Centorisoma koreanum ingår i släktet Centorisoma och familjen fritflugor.
Artens utbredningsområde är Sydkorea. Inga underarter finns listade i Catalogue of Life.